# Обориште (Варненская область)
Обориште (болг. Оборище) — село в Болгарии. Находится в Варненской области, входит в общину Вылчи-Дол. Население составляет 355 человек. Также имеется железнодорожная остановка, которая не имеет кассира и диспетчера железнодорожного движения.

## Политическая ситуация
В местном кметстве Обориште, в состав которого входит Обориште, должность кмета (старосты) исполняет Севия Хасанова Салимова (Движение за права и свободы (ДПС)) по результатам выборов правления кметства.
Кмет (мэр) общины Вылчи-Дол — Веселин Янчев Василев (независимый) по результатам выборов в правление общины.

## Транспорт
В километре к северу от села проходит железнодорожная линия Варна — Добрич, там расположена железнодорожная станция Оборищте которая не имеет кассир и руководитель железодорожного движения . По автомобильным дорогом в село можно добраться двумя способами: по шоссе Варна — Добрич (Обориште расположено на шоссе между сёлами Ведрина (в сторону Добрича) и Ботево (в сторону Варны)), также из Добрича через сёла Орлова-Могила и Генерал-Киселово.